# Андреев, Виктор Николаевич (футболист)
Виктор Николаевич Андреев (1925, Ленинград, СССР) — советский футболист, вратарь.
В 1941 году окончил восемь классов школы № 20 Володарского района. Во время блокады Ленинграда был эвакуирован в Новосибирск, где работал слесарем, завершил среднее образование. В 1945—1947 годах проходил обучение в школе тренеров при ГОЛИФК им. П. Ф. Лесгафта (тренер по спортивным играм).
В 1946 году был в составе «Зенита», в 1947—1948 годах — играющий тренер «Дзержинца». В июне 1948 года провёл два матча за «Зенит» в чемпионате СССР — против динамовцев Ленинграда и Тбилиси. В 1949—1950 годах был в составе команды, но на поле не выходил. В 1950—1952 годах играл за «Калев» Таллин. В 1952 и 1953 годах провёл по одной игре за «Зенит» — против московских «Спартака» и «Локомотива».